# 郭為藩
郭為藩（1937年9月3日—），中華民國教育學家及政治人物，中國國民黨籍。出生於台南市，省立台南一中畢業後，以大學聯考乙組師大第一名入學，畢業於社會教育學系、教育研究所，教育部公費留考出國留學，獲法國巴黎大學特殊教育博士，英國倫敦大學教育研究所進修。曾擔任台灣師範大學教授、教育研究所所長及師範大學校長，教育部常務次長，行政院政務委員，行政院文化建設委員會主委、教育部長、駐荷蘭及駐法國代表。現為國立台灣師範大學名譽教授。

## 學術專長
特殊教育，自我心理學，教育政策

## 主要學術著作
- 《戰後法國的教育改革》（台灣師大，1962）
- 《社會學理論大綱》（開山，1969）
- 《特殊教育》（開山，1970）
- 《法國教育及其他》（開山，1971）
- 《自我心理學》（開山，1972）
- 《教育的理念》（文景，1979）
- 《教育發展與精神建設》（文景，1982）
- 《人文主義的教育信念》（五南，1984, 1988, 1992）
- 《科技時代的人文教育》（幼獅，1986, 1989）
- 《教育與人生》（空大，1988）
- 《教育改革的省思》（天下文化，1995）
- 《自我心理學》（師大書苑，1996）
- 《特殊兒童心理與教育》（文景，1984, 1987, 1993, 2002, 2007）
- 《成人學習—心理學的探討》（心理，2003）
- 《轉變中的大學—傳統、議題與前景》（高等，2004）
- 《全球視野的文化政策》（心理，2006）

## 荣誉
- 二等景星勋章（2011年10月25日于台北总统府颁授[1][2]）